# Prva liga Srbije
Prva liga Srbije (srb. Прва лига Србије) – druga klasa rozgrywek w Serbii, po najwyższej Meridijan Superlidze. Rozgrywki toczą się w jednej grupie i uczestniczy w niej 16 drużyn. Po zakończeniu sezonu mistrz oraz wicemistrz awansują bezpośrednio do Super ligi, a cztery ostatnie drużyny spadną do Srpskiej ligi.

## Historia
I liga Serbii została utworzona w 2006 roku, na skutek wycofania się z rozgrywek klubów z Czarnogóry, które utworzyły swoją ligę. Od tego momentu było to drugi poziom rozgrywek ligowych. Wcześniej na tym samym poziomie istniała II liga Serbii i Czarnogóry, która w sezonie 2005/06 dzieliła się na 2 grupy – serbską (20 drużyn) i czarnogórską (10 drużyn).
Po reorganizacji w sezonie 2006/07 w lidze występowało nadal 20 drużyn, co przy zmniejszeniu ilości drużyn grających w Superlidze (z 16 do 12 drużyn) zwiększyło jej poziom i znaczenie. W dalszym etapie zmniejszono liczbę drużyn w I lidze do 18, a następnie od sezonu 2013/14 do 16 drużyn.

## Sezony

### Serbia i Czarnogóra
| Sezon   | Mistrz                     | Wicemistrz        | 3. miejsce           |
| ------- | -------------------------- | ----------------- | -------------------- |
| 2004/05 | FK Budućnost Banatski Dvor | FK Javor Ivanjica | FK Rad               |
| 2005/06 | FK Bežanija                | FK Mladost Apatin | FK Čukarički Stankom |

- w sezonie 2004/05 z 12. miejsca do Super ligi Srbije i Crne Gore awansował FK Voždovac (w czerwcu 2005 klub połączył się z występującym w Super lidze klubem FK Železnik Belgrad, gdzie zajął jego miejsce).

### Serbia
| Sezon   | Mistrz               | Wicemistrz                  | 3. miejsce                  |
| ------- | -------------------- | --------------------------- | --------------------------- |
| 2006/07 | FK Mladost Lučani    | FK Čukarički Stankom        | FK Napredak Kruševac        |
| 2007/08 | FK Javor Ivanjica    | FK Jagodina                 | FK BSK Borča                |
| 2008/09 | FK BSK Borča         | FK Smederevo                | FK Mladi Radnik Požarevac   |
| 2009/10 | FK Inđija            | FK Sevojno                  | FK Kolubara Lazarevac       |
| 2010/11 | FK BASK Belgrad      | FK Radnički 1923 Kragujevac | FK Novi Pazar               |
| 2011/12 | Radnički Nisz        | FK Donji Srem               | FK Mladost Lučani           |
| 2012/13 | FK Napredak Kruševac | FK Čukarički Stankom        | FK Voždovac                 |
| 2013/14 | FK Mladost Lučani    | FK Borac Čačak              | FK Metalac Gornji Milanovac |
| 2014/15 | FK Radnik Surdulica  | FK Javor Ivanjica           | FK Metalac Gornji Milanovac |
| 2015/16 | FK Napredak Kruševac | FK Bačka Palanka            | FK ČSK Pivara Čelarevo      |
| 2016/17 | FK Mačva Šabac       | FK Zemun                    | FK Sloboda Užice            |
| 2017/18 | FK Proleter Nowy Sad | FK Dinamo Vranje            | FK Metalac Gornji Milanovac |
| 2018/19 | FK TSC Bačka Topola  | FK Javor Ivanjica           | FK Inđija                   |
| 2019/20 | ?                    | ?                           | ?                           |

- w sezonie 2007/2008 wygrał swoje mecze barażowe i z 4. miejsca awansował FK Rad.
- w sezonie 2008/2009 w związku z powiększeniem ilości drużyn grających w Super liga Srbije do 16. zespołów z 4. miejsca awansował FK Spartak Zlatibor Voda, a z 5. miejsca awansował FK Metalac Gornji Milanovac.
- po zakończeniu rozgrywek sezonu 2010/2011 mistrz ligi FK BASK Belgrad zrezygnował z awansu do Super liga Srbije, dzięki czemu FK Novi Pazar awansował do Super liga Srbije z 3. miejsca.
- po sezonie 2012/2013 FK Hajduk Kula (8 miejsce w Super lidze) nie otrzymał licencji na grę w Super lidze w sezonie 2013/14 (drużyna została rozwiązana), a jego miejsce w Super lidze zajął FK Voždovac.
- w sezonie 2014/2015 wygrał swoje mecze barażowe i z 3. miejsca awansował FK Metalac Gornji Milanovac.
- w sezonie 2018/2019 wygrał swoje mecze barażowe i z 3. miejsca awansował FK Inđija.

## Zasady
Rozgrywki toczą się w dwóch rundach. W pierwszej rundzie (sezon zasadniczy) występuje 16 drużyn, wszystkie drużyny grają w jednej grupie "każdy z każdym" mecz i rewanż, w sumie 30 meczów. Po zakończeniu rundy zasadniczej drużyny z miejsc 1. - 8. zagrają w 2. rundzie w grupie mistrzowskiej, a drużyny z miejsc 9. - 16. zagrają w 2. rundzie w grupie spadkowej.
- pierwsza runda - sezon zasadniczy:
- druga runda - grupa mistrzowska:
  - Zespoły z miejsc 1-2 awansują do ekstraklasy
  - Zespóły z miejsc 3-6 turniej barażowy, którego zwycięzca gra dwumecz barażowy z 14 zespołem ekstraklasy
- druga runda - grupa spadkowa:
  - Zespoły z miejsc 13-16 spadają do Srpskiej ligi

Do I ligi Serbii awansuje zespół z 1 miejsca z każdej spośród 4 grup Srpskiej ligi.

## Drużyny występujące w sezonie 2019/20
| Klub                        | Miasto               |
| --------------------------- | -------------------- |
| FK Budućnost Dobanovci      | Belgrad-Surčin       |
| FK Dinamo Vranje            | Vranje               |
| FK Grafičar Belgrad         | Belgrad-Savski Venac |
| FK Kabel Nowy Sad           | Nowy Sad             |
| FK Kolubara Lazarevac       | Belgrad-Lazarevac    |
| FK Metalac Gornji Milanovac | Gornji Milanovac     |
| FK Novi Pazar               | Novi Pazar           |
| FK Radnički 1923 Kragujevac | Kragujevac           |
| FK Radnički Pirot           | Pirot                |
| FK Sinđelić Belgrad         | Belgrad-Voždovac     |
| FK Smederevo 1924           | Smederevo            |
| FK Trajal Kruševac          | Kruševac             |
| FK Zemun Belgrad            | Belgrad-Zemun        |
| FK Zlatibor Čajetina        | Čajetina             |
| OFK Bačka Bačka Palanka     | Bačka Palanka        |
| OFK Žarkovo                 | Belgrad-Čukarica     |